# Mopedix

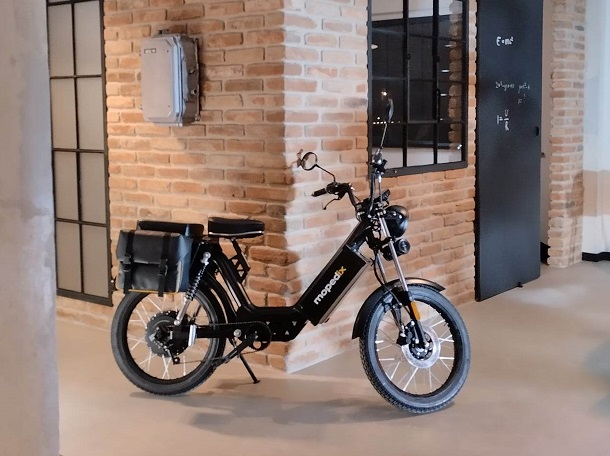
Mopedix stojící v garáži

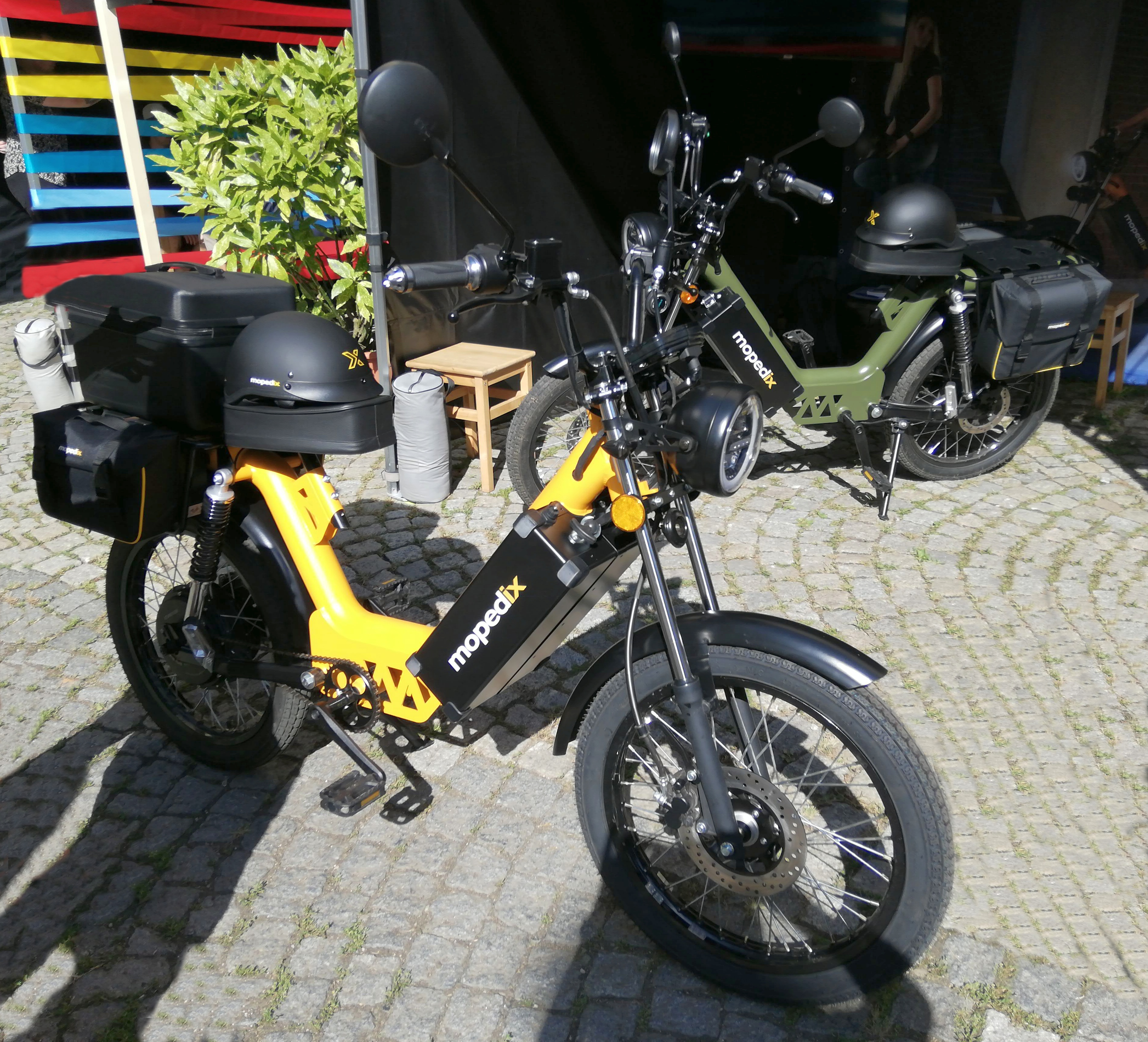
Dvojice Mopedixů před stánkem firmy v areálu dvora Karlínských kasáren v Praze 8

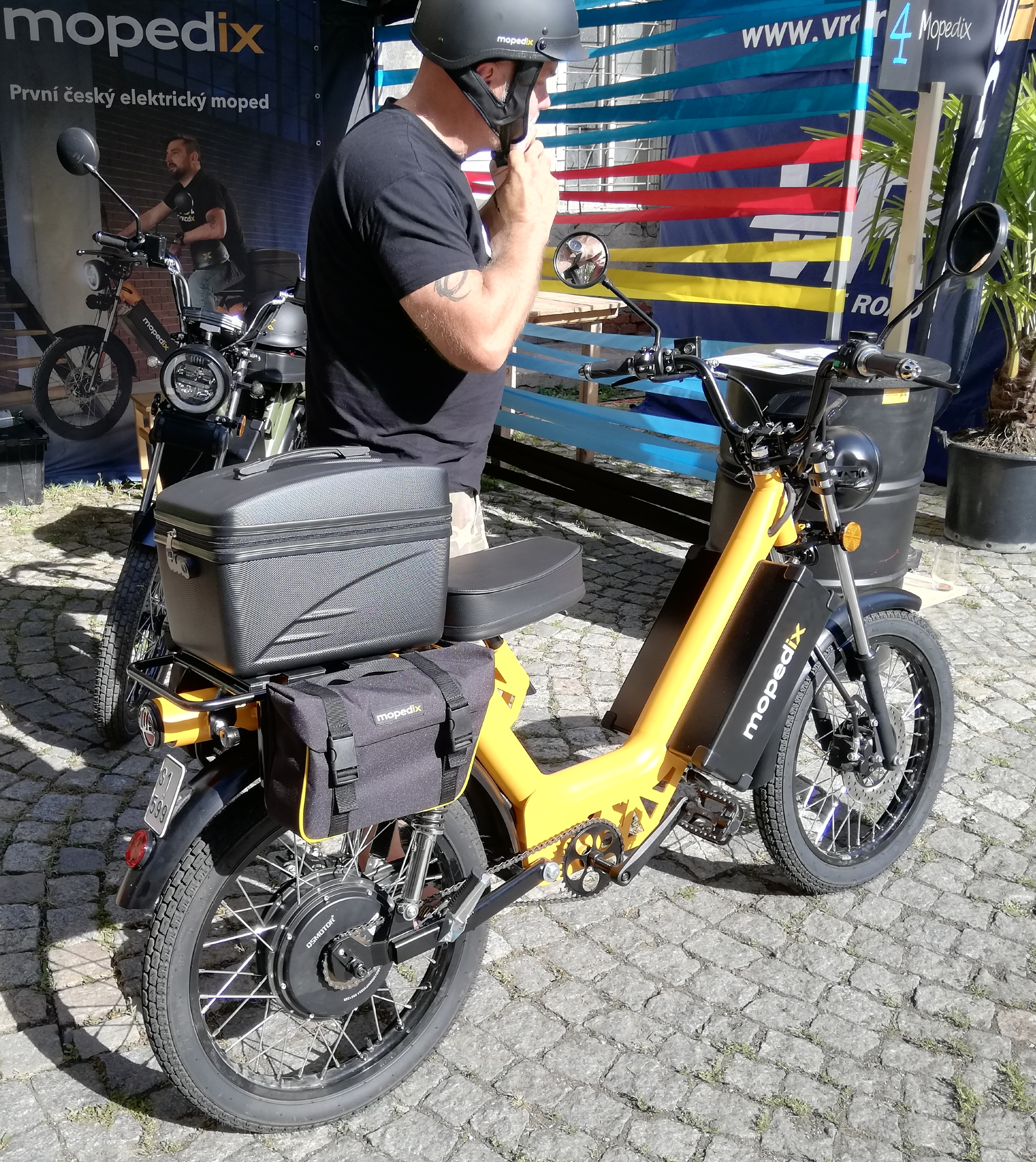
Příprava Mopedixu k jízdě (před stánkem firmy v areálu dvora Karlínských kasáren v Praze 8)

Mopedix (celým názvem Mopedix Electrix) je dvoumístný jednostopý dopravní prostředek – český „elektrický moped“ (hybrid mezi motocyklem a bicyklem – má dva šlapací pedály napojené na šlapací pohon, ale i samostatný elektromotor se schopností rekuperace umístěný v zadním náboji). Stroj je homologován (tj. má od června 2023 povolení pro provoz na pozemních komunikacích) u agentury TÜV SÜD Czech. Pro řidiče je potřeba řidičské oprávnění skupiny AM (od 15 let; malá motorka) nebo skupiny B (osobní automobil).

## Popis

### Historie, díly
Za vznikem Mopedixu stojí trojice mužů (David Kasl, Miroslav Špaček, Jindřich Melichar), kteří se inspirovali nejprve mopedem značky Babetta, který byl vyráběný od začátku 70. let 20. století na Slovensku v Považských strojírnách v Považské Bystrici. Hlavní inspirací byl ale nakonec Manet Korado – modernější výrobek Považských strojíren produkovaný od 90. let 20. století. Na vývoji Mopedixu se podíleli i vysoké školy: 
- Ateliér průmyslového designu Vysoké školy uměleckoprůmyslové v Praze (Vlastimil Bartas, celkový design stroje);[1]
- elektronická výzbroj (řídící jednotka, celková elektromagnetická kompatibilita) – vědci z Fakulty mechatroniky, informatiky a mezioborových studií Technické univerzity v Liberci.[1]

Mopedix se zrodil ve firmě sídlící ve středočeských Zaječicích na Benešovsku, ale kompletace jednotlivých výrobků (kusů) probíhá v Benešově. Některé použité díly jsou dováženy z Číny, ale na Mopedixu kooperuje cca 20 českých dodavatelů. Akumulátorové články jsou sice dováženy z Jižní Korey, celý akumulátor vyvinula firma Aku Energy v Brně. Firma Tvarmetal s.r.o. z Vysokého Mýta dodává rámy, zadní vidlice, řídítka a nosiče; původ pružin je z Radějovic (firma Pružiny Praha) a blatníky dodává firma MotoReno ze Šlapanic u Brna.

### Kola, brzdy, nosič
Mopedix disponuje 19“ koly, měkkým odpružením, přední a zadní hydraulickou dvoupístovou kotoučovou 3 mm brzdou a předním LED světlometem se třemi režimy svitu. V základní výbavě je i zadní multifunkční nosič. Celková nosnost Mopedixu je 176 kg, samotný stroj i s akumulátorem má hmotnost 97 kg. Stroj má povolenou rychlost 45 km/h (ta je elektronicky omezená) a reálný dojezd na jedno nabití akumulátoru (s jezdcem o hmotnosti 85 kg) v mírně zvlněném terénu asi 70 až 80 km.

### Elektromotor, akumulátor, jízdní režimy
Nominální výkon elektromotoru v zadním náboji se schopností rekuperace (při brzdění se část energie vrací do akumulátoru) je 3 kW, ale motor je schopen maximálního výkonu 4 kW. Elektromotor je poháněn akumulátorem s napětím cca 60 V (respektive maximálně 58,8 V), kapacitou 45 Ah a je u něj garantováno 1000 nabíjecích cyklů s minimálním poklesem 80 % jmenovité kapacity). Nabíjení akumulátoru z 10 % na 90 % kapacity trvá 2,5 hodiny (nabíjení v režimu „turbo“) nebo 7,5 hodiny (standardní nabíječka). Mopedix má tempomat a nastavitelné 3 režimy provozu (jízdy):
- AMATÉRIX (maximálně 20 km/h, výkon max. 2 kW (50 %) – elektronicky);
- KLASIX (maximálně 45 km/h, výkon max. 2,8 kW (70 %) – elektronicky omezeno);
- BOOSTIX (maximálně 45 km/h, výkon max. 4 kW (100 %) – elektronicky omezeno).[1]

Díky přítomnosti funkčních pedálů je stroj vyňat z povinnosti pravidelných technických prohlídek.

## Právní předpisy
Právní předpisy pro jízdu mopedů (případně elektro–mopedů) se v různých zemích liší a vyvíjely se od benevolentních až po stanovení různých požadavků na stroj i jezdce s tím, jak silniční provoz houstne. V rámci Evropské unie je pro standardizaci schvalování motokol, mopedů, motocyklů, tříkolek a čtyřkolek vydána Směrnice č. 168/2013, která (kromě sjednocení bezpečnostních a environmentálních požadavků) také definuje podrobnější dělení vozidel na kategorie. Mopedy jsou definovány jako L1e s maximální rychlostí 45 km/h a se spalovacím motorem do objemu 50 cm3, respektive maximálním výkonem 4 kW. V České republice jsou podmínky provozu mopedů na silničních komunikacích dány Zákonem číslo 56/2001 Sbírky, který mimo jiné stanoví registraci mopedu jako nepovinnou, ale pojištění odpovědnosti z provozu jako povinné. Povinnosti řidiče a spolujezdce mopedu jsou dány Zákonem číslo 361/2000 Sbírky, mimo jiné nošení přilby, zákaz kouření za jízdy a řidičské oprávnění skupiny AM nebo B.